# Ambassade de France en Estonie
L'ambassade de France en Estonie est la représentation diplomatique de la République française auprès de la république d'Estonie. Elle est située à Tallinn, la capitale du pays, et son ambassadeur est, depuis 2023, Emmanuel Mignot.

## Ambassade
L'ambassade est située dans le district de Kesklinn - quartier Uus Maailm - à proximité de la vieille ville de Tallinn depuis le 23 mars 1992, date de l'inauguration par Roland Dumas, ministre français des Affaires étrangères. Elle accueille aussi le consulat général de France. Elle est proche de l'ambassade d'Allemagne et de la Bibliothèque Nationale.

## Histoire
La chancellerie se trouvait autrefois au 3 de la rue Alendri, dans un bâtiment aujourd'hui détruit.
La résidence se trouve aussi dans la vieille ville de Tallinn sur la colline de Toompea depuis l'an 2000, près d'un des plus anciens et plus somptueux châteaux du pays qui abrite aujourd'hui le Parlement. Ces bâtiments datent de 1825 et ont été conçus par l'équipe d'ingénieurs de la ville. Ils ont appartenu successivement à plusieurs familles militaires et bourgeoises.

## Ambassadeurs de France en Estonie
| De   | À    | Ambassadeur                            |
| ---- | ---- | -------------------------------------- |
| 1921 | 1923 | André Gilbert                          |
| 1923 | 1925 | Louis Mathieu de Vienne                |
| 1925 | 1929 | Victor Jaunez                          |
| 1929 | 1931 | Albert Boudet                          |
| 1931 | 1936 | André Bruère                           |
| 1936 | 1939 | Jean Helleu                            |
| 1940 | 1991 | Suspension des relations diplomatiques |
| 1991 | 1994 | Jacques Huntzinger                     |
| 1994 | 1998 | Jacques Faure (d)                      |
| 1998 | 2002 | Jean-Jacques Subrenat                  |
| 2002 | 2006 | Chantal de Ghaisne de Bourmont (d)     |
| 2006 | 2009 | Daniel Labrosse (d)                    |
| 2009 | 2013 | Frédéric Billet (d)                    |
| 2013 | 2016 | Michel Raineri (d)                     |
| 2016 | 2019 | Claudia Delmas-Scherer                 |
| 2019 | 2023 | Éric Lamouroux (et)                    |
| 2023 | auj. | Emmanuel Mignot                        |

## Relations diplomatiques
Dès 1920, le gouvernement français fut représenté dans les pays baltes par un commissaire de la République, en résidence à Riga. La France a reconnu l’indépendance de l’Estonie le 26 janvier 1921, puis n’a jamais reconnu l’annexion de l’Estonie par l’Union soviétique. Les relations diplomatiques entre l’Estonie et la France ont donc été rétablies le 30 août 1991.

## Consulat

### Communauté française
Au 31 décembre 2016, 278 Français sont inscrits sur les registres consulaires en Estonie. La plupart vivent dans la capitale et 75 % ont moins de 40 ans.
| 2001 | 2002 | 2003 | 2004 |
| ---- | ---- | ---- | ---- |
| 61   | 66   | 70   | 81   |

| 2005 | 2006 | 2007 | 2008 |
| ---- | ---- | ---- | ---- |
| 108  | 148  | 138  | 138  |

| 2009 | 2010 | 2011 | 2012 |
| ---- | ---- | ---- | ---- |
| 144  | 146  | 182  | 192  |

| 2013 | 2014 | 2015 | 2016 |
| ---- | ---- | ---- | ---- |
| 208  | 229  | 228  | 278  |

| 2017 | 2018 | 2019 | 2020 |
| ---- | ---- | ---- | ---- |
| 287  | 310  | 340  | 375  |

Pour des raisons techniques, il est temporairement impossible d'afficher le graphique qui aurait dû être présenté ici.

### Circonscriptions électorales
Depuis la loi du 22 juillet 2013 réformant la représentation des Français établis hors de France avec la mise en place de conseils consulaires au sein des missions diplomatiques, les ressortissants français d'une circonscription recouvrant l'Estonie, la Finlande, la Lettonie et la Lituanie élisent pour six ans trois conseillers consulaires. Ces derniers ont trois rôles : 
1. ils sont des élus de proximité pour les Français de l'étranger ;
2. ils appartiennent à l'une des quinze circonscriptions qui élisent en leur sein les membres de l'Assemblée des Français de l'étranger ;
3. ils intègrent le collège électoral qui élit les sénateurs représentant les Français établis hors de France.

Pour l'élection à l'Assemblée des Français de l'étranger, l'Estonie appartenait jusqu'en 2014 à la circonscription électorale de Stockholm, comprenant aussi le Danemark, la Finlande, l'Islande, la Lettonie, la Lituanie, la Norvège et la Suède, et désignant deux sièges. L'Estonie appartient désormais à la circonscription électorale « Europe du Nord » dont le chef-lieu est Londres et qui désigne huit de ses 28 conseillers consulaires pour siéger parmi les 90 membres de l'Assemblée des Français de l'étranger.
Pour l'élection des députés des Français de l’étranger, l'Estonie dépend de la 3e circonscription.